# Брейман, Лео
Ле́о Бре́йман (англ. Leo Breiman, 1928 — 2005) — американский математик-статистик из Калифорнийского университета в Беркли, член Национальной академии наук США (2001).

## Биография
Лео Брейман родился 27 января 1928 года в Нью-Йорке и был единственным ребёнком в семье восточноевропейских эмигрантов Макса и Лены Брейман. В возрасте пяти лет переехал с семьёй в Калифорнию, сначала в Сан-Франциско, затем — в Лос-Анджелес.
В 1945 году окончил среднюю школу. В 1949 году получил бакалаврскую степень по физике от Калтеха, в 1950 году — магистерскую степень по математике от Колумбийского университета, а в 1954 году защитил диссертацию на степень Ph.D. по математике в университете Беркли. Научный руководитель — Michel Loève, тема диссертации «Однородные процессы» (англ. Homogeneous Processes).
Затем несколько лет преподавал теорию вероятностей в UCLA. Одним из первых значительных научных результатов стала теорема Шэннона-Бреймана-Макмиллана (англ. Shannon-Breiman-McMillan theorem, 1957) в теории информации. Во время одного из отпусков работал в Либерии на миссии UNESCO.
С 1980 по 1993 год преподавал на статистическом факультете университета Беркли.
Ушел из жизни 5 июля 2005 года после долгой борьбы с раком.

## Научный вклад
Среди наиболее известных и значимых научных достижений Лео Бреймана — его вклад в область математической статистики и машинного обучения: алгоритм построения решающих деревьев CART, метод бэггинга и метод случайного леса.

## Аспиранты
Под руководством Лео Бреймена в университете Беркли защитили диссертации шесть аспирантов:
- 1985: Robert Koyak
- 1988: Adele Cutler
- 1992: Smarajit Bose
- 1993: Nong Shang
- 1996: Samuel Buttrey
- 2005: Chao Chen

## Внешние ссылки
- Фотография Бреймана в проекте «Портреты статистиков»  (англ.) (Дата обращения: 9 июня 2009)
- Видеозапись лекции Бреймана на тему одной из своих статей по машинному обучению